# Deuce Coop
Deuce Coop o Compartiment igualat, és una escultura lumínica de l'artista estatunidenc James Turrell situada al convent de Sant Agustí Vell, al barri de la Ribera de Barcelona. Inaugurada el 21 de juliol de 1992, pocs dies abans del començament dels Jocs Olímpics de Barcelona, consisteix en la il·luminació de dues portes i el passadís que resten de l'entrada a l'antic convent gòtic. El 1994 va haver de ser desmuntada per les obres de reforma a l'edifici que anava a transformar-se en centre cívic. Michael Bond, assistent de l'artista, va restaurar l'obra de Turrell el 1998 i les portes il·luminades van passar a ser tres.
Duce Coop forma part de la sèrie que l'artista anomena Tunnels. La instal·lació es construeix amb parets de pladur, que amaguen la pedra dels murs, i llums fluorescents dels tres colors primaris: blau, magenta i groc. La llum discorre al llarg de dos passadissos, convergint en un punt central, on la llum vermella del passadís central es filtra d'un costat a l'altre a través d'un òcul que intercanvia la llum vermellosa amb la blava segons on hom es troba.
Forma part de l'exposició Configuracions urbanes, organitzada per la nominació de Barcelona com a seu dels Jocs Olímpics, que consisteix en vuit obres creades per sis artistes estrangers, un madrileny i un de català, que formen un recorregut pels barris de la Ribera, la Barceloneta i el Port Vell. El projecte va estar dirigit per la crítica d'art Gloria Moure.